# Escull-me
Escull-me (títol original en anglès: Choose Me) és una pel·lícula estatunidenca dirigida per Alan Rudolph, estrenada l'any 1984. Ha estat doblada al català.

## Argument
Les relacions afectives i sexuals difícils, complexes i sorprenents entre una colla de ciutadans sols i noctàmbuls, però tanmateix certament encantadors, entre els quals una presentadora de ràdio neuròtica (Geneviève Bujold), una propietària de bar i ex-prostituta confusa (Lesley Ann Warren) i un home sense domicili fix tan boig com desarmant d'honradesa (Keith Carradine).

## Repartiment
- Geneviève Bujold: Nancy
- Lesley Ann Warren: Eve
- Keith Carradine: Mickey
- Patrick Bauchau: Zak Antoine
- Rae Dawn Chong: Pearl Antoine
- John Larroquette: Billy Ace
- Edward Ruscha: Ralph Chomsky
- Gailard Sartain: Mueller
- Robert Gould: Lou
- John Considine: Dr. Ernest Greene
- Henry G. Sanders: Administrador de l'hospital
- Jodi Buss: Babs
- Sandra Will: Ida
- Mike Kaplan: Harve
- Russell Parr: Bradshaw

## Premis[calcitació]
1984: Festival Internacional de Cinema de Toronto: Premi FIPRESCI